# コドモノクニ
『コドモノクニ』は、1922年1月1日から1944年3月1日にかけて東京社（現ハースト婦人画報社）から出版されていた児童雑誌。子供のために描かれる童画という絵画ジャンルの確立に寄与した、大正時代を代表する絵雑誌である。

## 概要
従来、子供向けの本の画家は、文に添える挿絵を描く画家であり、作家よりも重視されることはなかったが、1914年の『子供之友』（婦人之友社）創刊以降、絵雑誌がその活動の場として注目され始めており、『赤い鳥』、『金の船』、『童話』などの童話雑誌が次々と創刊されるなかで、1922年1月に創刊された
。
『少女画報』の編集者であった和田古江が編集主任を、教育学者の倉橋惣三が編集顧問を務めた。既に発行されていた各雑誌でそれぞれ専属的に活動していた画家たちを集め、個性豊かな童画を載せることにより、芸術的な絵雑誌として高い評価を得た。
1922年当時の発行部数は約2万部。
大判・多色刷で、創刊期の大正モダニズムを背景とした芸術性、デザイン性を重視した作りは子供向けという範疇を超えて新たな芸術総合雑誌ともいえるものであった。内容は、童話や音楽を中心に、親向けの教育的な頁もあった。
第二次世界大戦中の用紙難で1944年に23巻3号をもって休刊されるまで通算287冊発行され、多くの作家・画家が誌面を飾った。

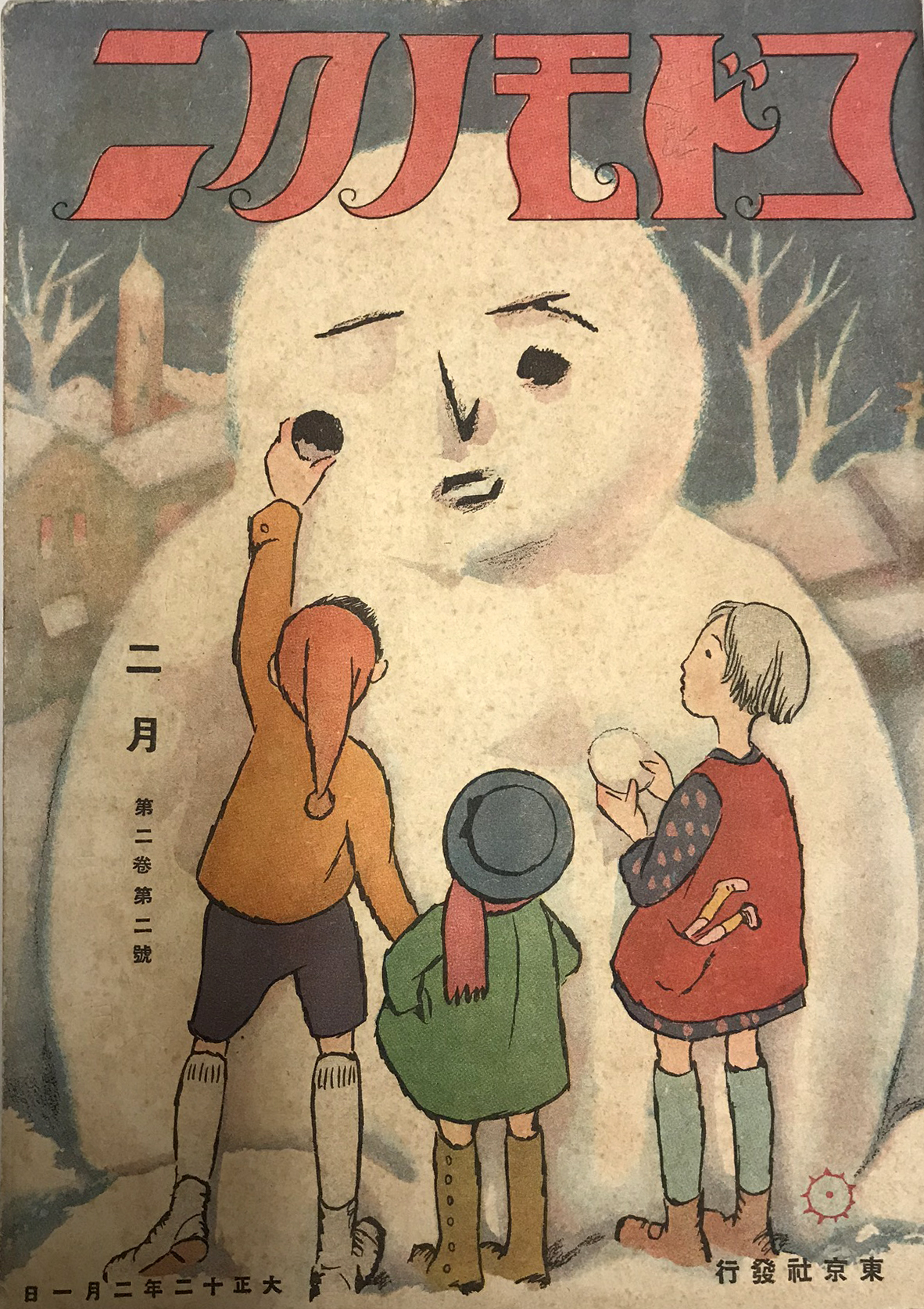
1923年（大正12年）2月号 表紙 竹久夢二
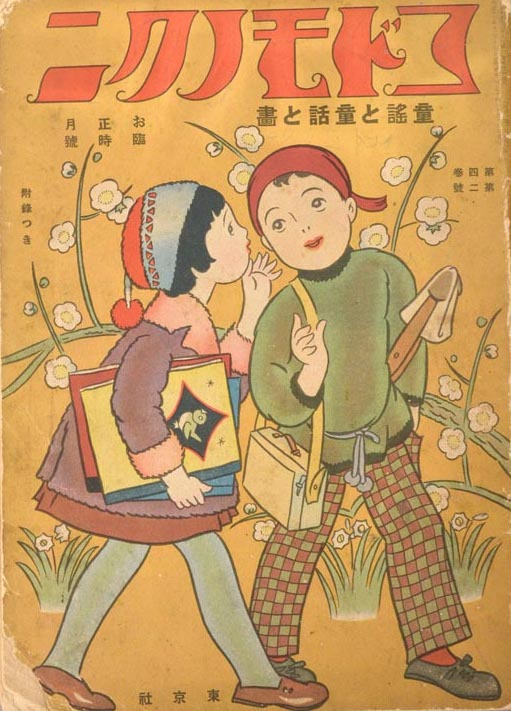
1925年（大正14年）1月号表紙本田庄太郎
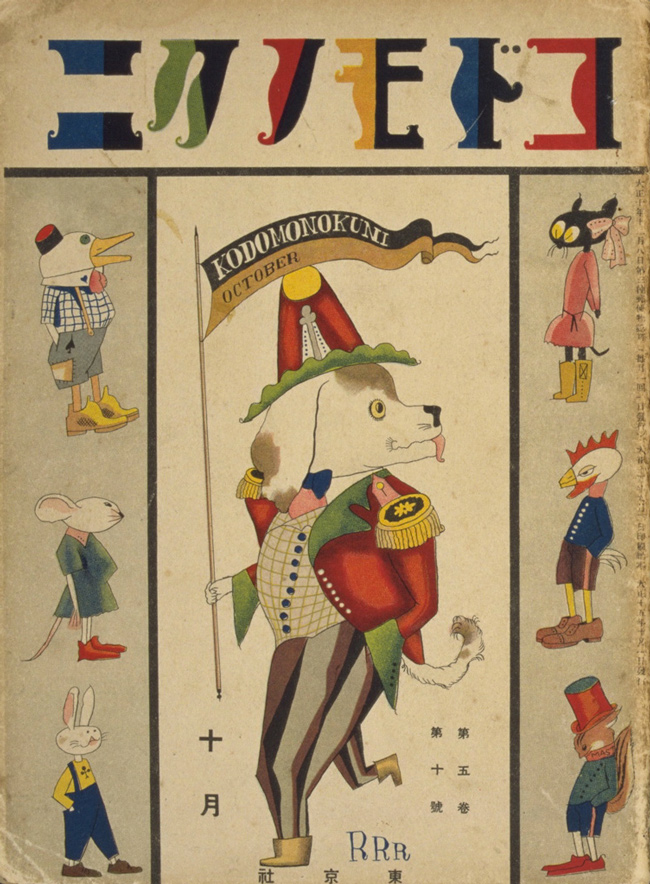
『コドモノクニ』1926年（大正15年）10月号表紙 武井武雄
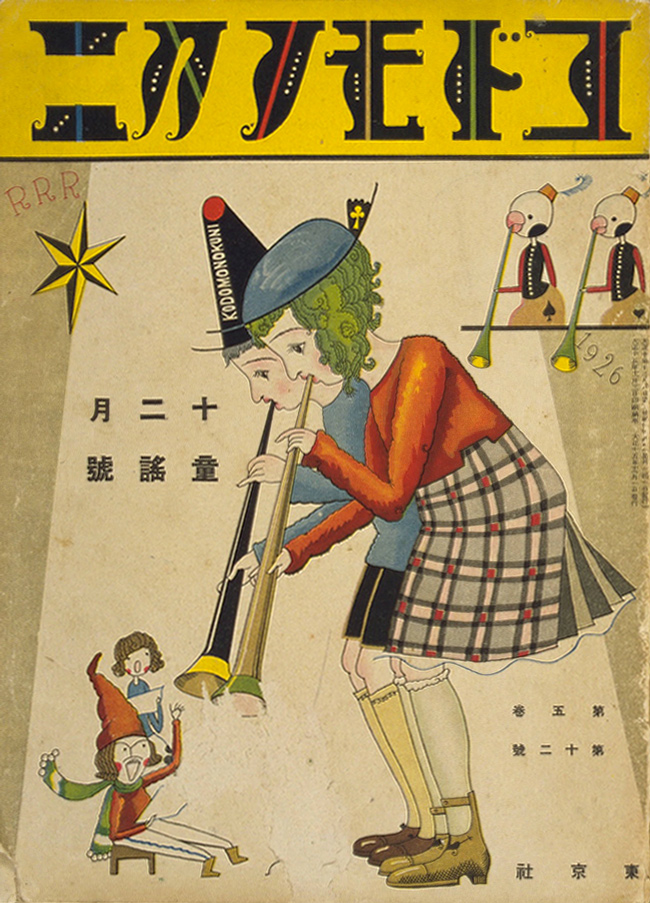
『コドモノクニ』1926年（大正15年）12月号武井武雄
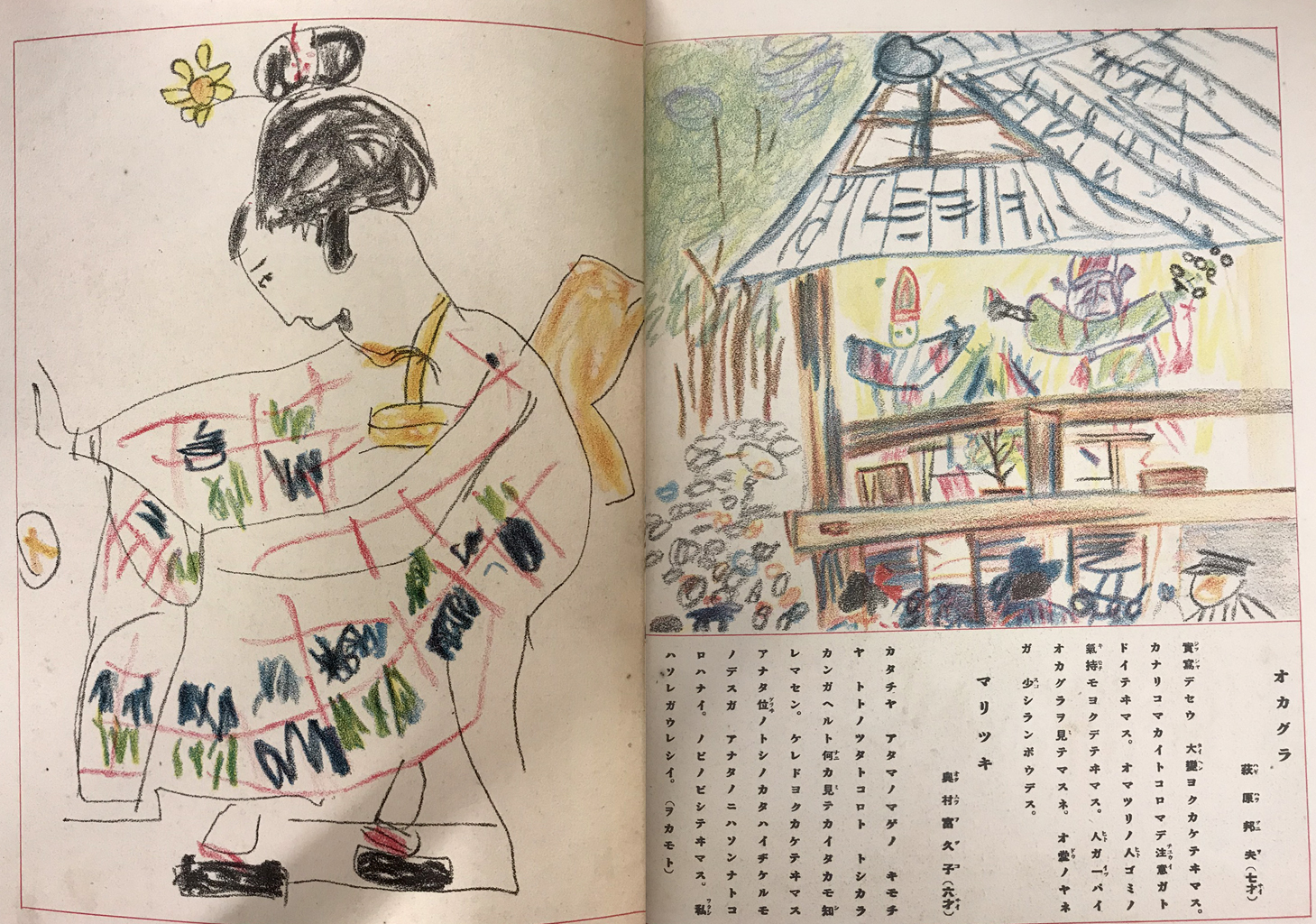
読者からの作品投稿  1922年9月号

## 執筆者

### 作家・詩人
- 巖谷小波
- 水谷まさる
- 楠山正雄
- 北原白秋（童謡顧問）
- 野口雨情（童謡顧問）

### 挿絵画家
- 武井武雄
- 清水良雄
- 本田庄太郎
- 川上四郎
- 初山滋
- 竹久夢二
- 細木原青起
- 岡本帰一（絵画主任）
- 黒崎義介
- 古賀春江
- 東山魁夷
- 深沢省三
- 伊藤孝之

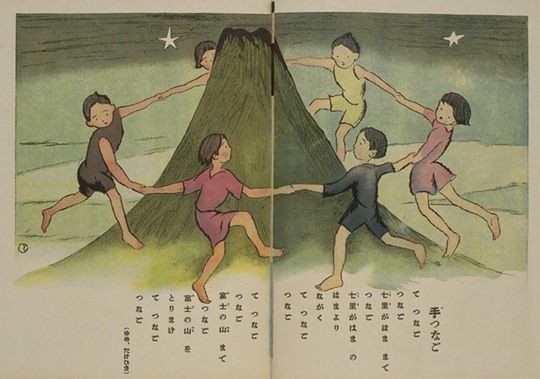
「手をつなご」竹久夢二 1922年12月号
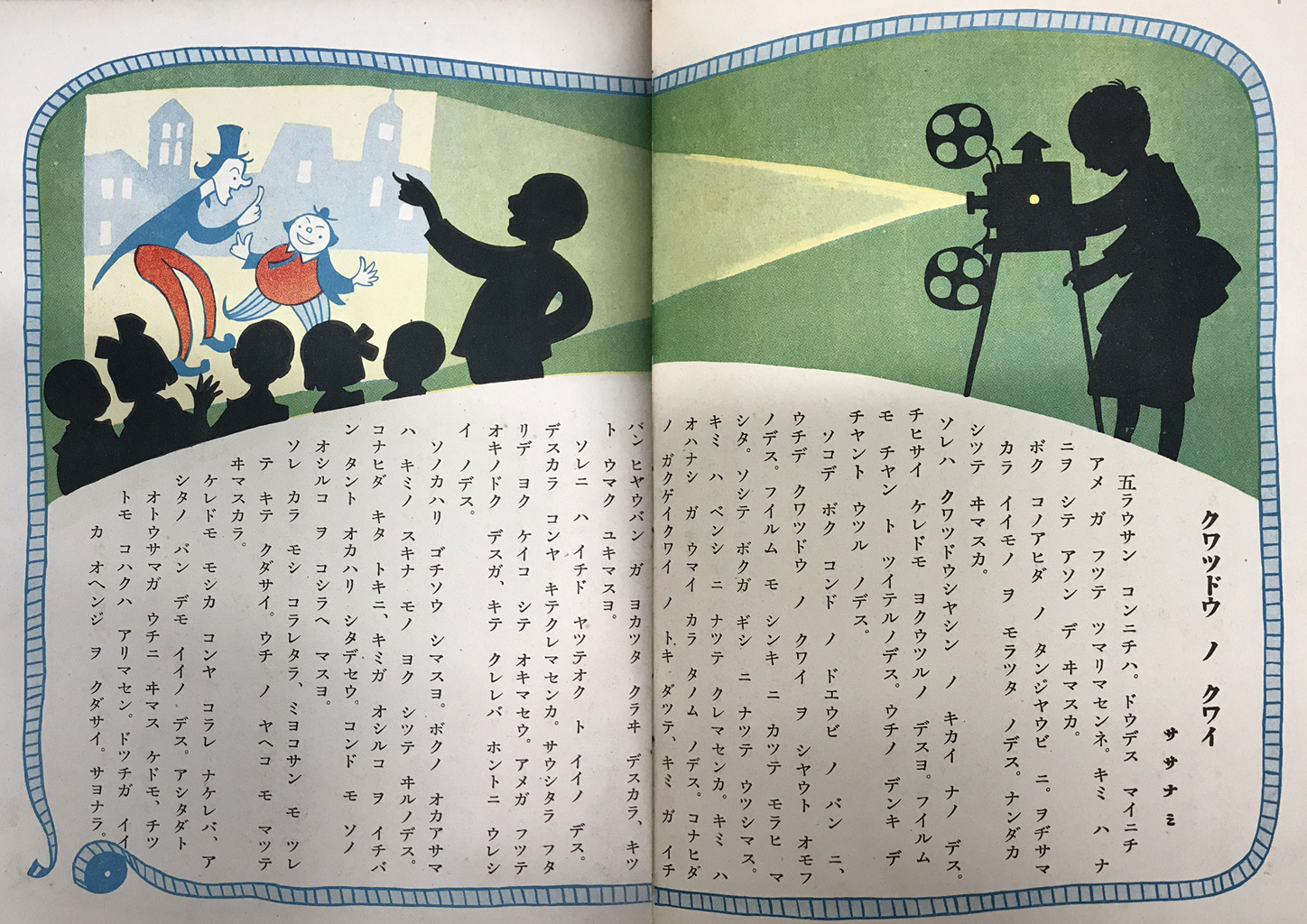
「クワツドウノクワイ」巖谷小波 1922年6月号
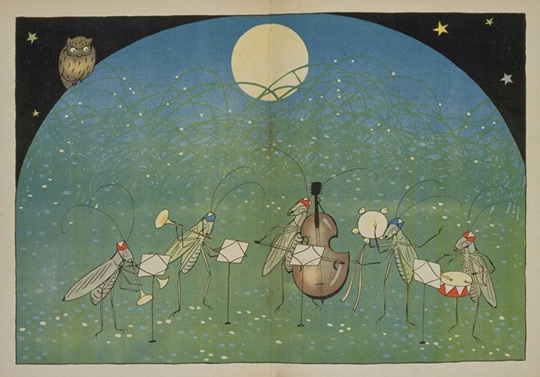
本田庄太郎 1922年９月号
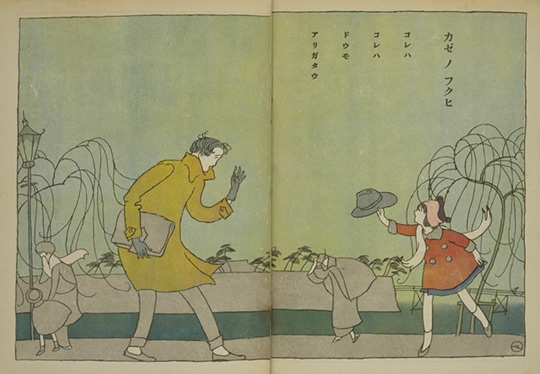
「カゼノフクヒ」本田庄太郎 1923年1月号
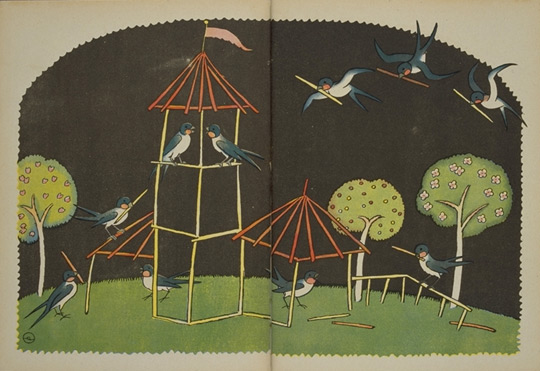
本田庄太郎 1923年5月号
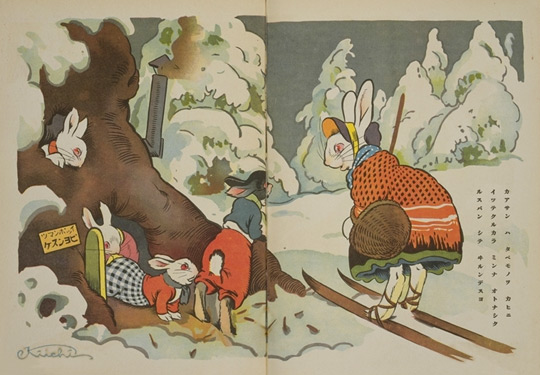
岡本帰一 1925年2月号
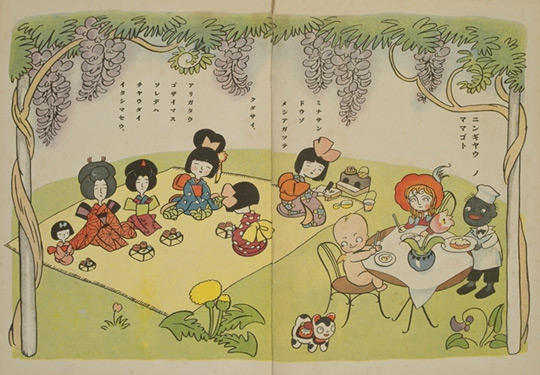
「ニンギヤウノ ママゴト」本田庄太郎 1925年5月号
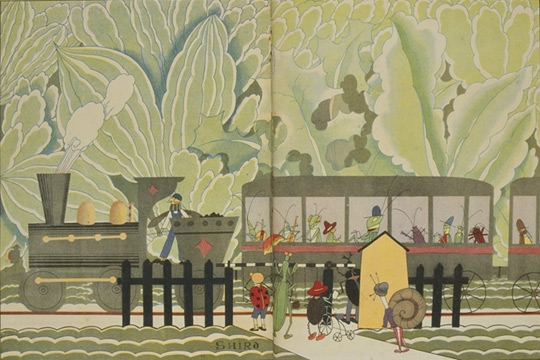
川上四郎 1926年10月号

### 音楽家
- 中山晋平（音楽顧問）

## 関連資料
- 中村悦子・岩崎真理子 編『「コドモノクニ」総目次』 上巻、久山社〈日本児童文化史叢書 12〉、1996年。ISBN 4906563724。 NCID BN15284188。
- 中村悦子・岩崎真理子 編『「コドモノクニ」総目次』 下巻、久山社〈日本児童文化史叢書 13〉、1998年。ISBN 4906563732。 NCID BN15284188。